# Франколини (Тренто)
Франколини је насеље у Италији у округу Тренто, региону Трентино-Јужни Тирол.
Према процени из 2011. у насељу је живело 17 становника. Насеље се налази на надморској висини од 1213 м.